# Polydora hartmanae
Polydora hartmanae är en ringmaskart. Polydora hartmanae ingår i släktet Polydora och familjen Spionidae. Inga underarter finns listade i Catalogue of Life.